# Jens Olaf Jersild
Jens Olaf Jersild ( 26. november 1959 - 20. december 2024) var en dansk journalist.

## Baggrund og tidlig karriere
Han er søn af reklamemanden Morten Jersild.
- Student N. Zahles Gymnasium (1978).
- Uddannet fra Danmarks Journalisthøjskole (1978-82).
- Journalist på Berlingske Tidende (1982-84).
- Journalist på TV-Avisen (1984-94)
- Vært på interviewprogrammet
- Profilen (1994-96).
- Redaktør og vært på programmet for undersøgende journalistik, Rapporten (1996-03).
- Vært på Dilemma (2003-04).
- Vært på Jersild på DR2 (2004-05).
- Vært på Jersild & Spin (2005-08).
- Vært på Jersild Live (2008-12).
- Desuden vært på ”Jersild minus Spin” og ”Jersild om Trump”.[2]

## Grønjakke-sagen
I 1985 bragte TV-Avisen et indslag produceret af Jens Olaf Jersild, der skildrede de såkaldte "grønjakker", der var en gruppe unge, der blandt andet var kendt for at male hagekors på husmure. I indslaget kom de til orde med nogle stærkt racistiske udtalelser, bl.a. "en nigger, det er ikke et menneske – det er et dyr".  Sagen blev undervejs kendt som Grønjakkesagen. Jersild, hans chef Lasse Jensen og de tre grønjakker, der medvirkede i indslaget, blev af en seer meldt til politiet for overtrædelse af straffelovens racismeparagraf. Jersild blev i 1987 idømt dagbøder ved Københavns Byret, hvilket i 1988 blev stadfæstet ved Østre Landsret og året efter ved Højesteret. Jersild indbragte sin sag for Menneskerettighedsdomstolen i Strasbourg, der i 1994 fastslog, at Jersilds ytringsfrihed var blevet krænket, idet han ikke havde til hensigt at udbrede racisme, men alene skildrede samfundet som journalist eller "public-watchdog".

## Priser
I januar 2006 modtog Jersild Det Journalistiske Fellowship på Syddansk Universitet til en værdi af en halv million kroner.
Pengene blev ikke udbetalt kontant, men brugtes fra maj 2006 til februar 2007 til at løskøbe Jens Olaf Jersild fra DR i seks måneder. Han var gæstelærer ved journalistuddannelsen i Odense og fik desuden stillet hele Syddansk Universitet og dets kapacitet til rådighed til forskning efter eget valg. Ifølge ham selv ville han bruge muligheden til at studere kristendommens indførelse i Danmark..